# Nhà thờ Thánh Antôn thành Pandova ở Košice
Nhà thờ Thánh Antôn thành Pandova ở Košice (tiếng Slovakia: Kostol svätého Antona Paduánskeho v Košice), còn được gọi là Nhà thờ Dòng Phanxicô hoặc Nhà thờ Chủng viện, là một nhà thờ ban đầu được xây dựng theo phong cách kiến trúc Gothic vào thế kỷ 14. Nhà thờ và tu viện Phanxicô cùng nằm trên phố Hlavná trong khu Phố cổ, thành phố Košice, vùng Košice, Slovakia. Hiện tại, nhà thờ Thánh Antôn thành Pandova ở Košice là nhà thờ dài thứ hai ở Slovakia. Vào ngày 16 tháng 10 năm 1963, nhà thờ này được ghi danh vào Danh sách Di tích Trung ương theo quyết định của Bộ Văn hóa Cộng hòa Slovakia.

## Lịch sử
Nhà thờ được gia tộc Perényi xây dựng. Việc xây dựng nhà thờ này được hoàn thành vào năm 1405. Một trận hỏa hoạn xảy ra vào năm 1556 đã khiến nhà thờ bị thiêu rụi. Năm 1600, dòng Phanxicô rời Košice. Nhà thờ bị hư hại được sử dụng làm kho vũ khí cho đến năm 1668, chỉ phòng tế lễ được sử dụng để cử hành các thánh lễ. Trong thời kỳ Thổ Nhĩ Kỳ chiếm đóng Jáger từ năm 1597 đến năm 1671, nhà thờ được sử dụng làm nhà thờ giám mục của giáo phận Jager.
Các tu sĩ dòng Phanxicô trở lại vào năm 1651. Trong giai đoạn 1718 - 1724, nhà thờ này được tái thiết. Sau khi thành lập giáo phận Košice vào năm 1804, một chủng viện linh mục được thành lập bên cạnh nhà thờ.
Trong các cuộc chiến tranh của Napoléon, nhà thờ được dùng làm cửa hàng thực phẩm. Vào thế kỷ 19, trong quá trình tái thiết Nhà thờ Thánh Elizabeth, nhà thờ Thánh Antôn thành Pandova lại được sử dụng làm nhà thờ chính tòa.